# Santa Maria de Itabira
Santa Maria de Itabira este un oraș în Minas Gerais (MG), Brazilia.